# Parafia św. Anny w Kijanach
Parafia Świętej Anny w Kijanach – parafia rzymskokatolicka w Kijanach, należąca do archidiecezji lubelskiej i Dekanatu Lublin – Podmiejski. Została erygowana w 1599 roku. Mieści się pod numerem 3. Parafię prowadzą księża diecezjalni.

## Zasięg parafii
Do parafii należą wierni z następujących miejscowości: Januszówka, Karolin, Kijany, Ludwików, Nowogród, Nowy Radzic, Stary Radzic, Spiczyn, Stawek, Stoczek, Nowa Wólka, Zawieprzyce, Ziółków